# Base de conhecimento
Base de conhecimento é uma tecnologia usada para armazenar dados e informações não-estruturadas usadas por um sistema computacional. O termo foi inicialmente usado para se referir a sistemas especialistas, que foram os primeiros sistemas baseados em conhecimento (SBCs). Essas informações podem ser úteis na solução de problemas, por meio de ferramentas de inteligência artifical ou sistemas de informação. Bases de conhecimento também são utilizadas em help desk ou em suporte técnico, como em centrais de atendimento telefônico.